# Jelena Bolsoen
Jelena Ivanovna Bolsoen (Russisch: Елена Ивановна Болсун) (Irkoetsk, 25 juni 1982) is een Russische atlete, die gespecialiseerd is in de sprint. Ze nam eenmaal deel aan de Olympische Spelen, maar won bij die gelegenheid geen medailles.

## Loopbaan
Haar beste prestatie is het winnen van een gouden medaille op de universiade van 2003 in de Zuid-Koreaanse stad Daegu. Op de 200 m versloeg ze met een tijd van 23,39 s haar landgenote Jekaterina Kondratjeva (zilver; 23,43) en de Jamaicaanse Jenice Daley (brons; 23,55). Op de 100 m eindigde zij als derde achter de Chinese Qin Wangping (goud) en de Hongaarse Enikõ Szabó (zilver).
Op de Olympische Spelen van 2004 in Athene sneuvelde ze met 23,26 in de kwartfinale. In 2005 en 2007 nam ze deel aan de wereldkampioenschappen, maar bereikte in beide gevallen niet de finale.

## Titels
- Universitair kampioene 200 m - 2003
- Russisch kampioene 200 m - 2003

## Persoonlijke records
Outdoor
| Onderdeel | Prestatie | Datum        | Plaats |
| --------- | --------- | ------------ | ------ |
| 100 m     | 11,30 s   | 26 mei 2007  | Sotsji |
| 200 m     | 22,64 s   | 31 juli 2004 | Toela  |

Indoor
| Onderdeel | Prestatie | Datum            | Plaats |
| --------- | --------- | ---------------- | ------ |
| 60 m      | 7,30 s    | 24 december 2005 | Omsk   |
| 200 m     | 23,53 s   | 9 februari 2008  | Moskou |

## Palmares

### 100 m
- 2003:  Universiade - 11,65 s

### 200 m
- 2003:  Russische kamp. - 23,23 s
- 2003:  Universiade - 23,39 s
- 2004: 6e in ¼ fin. OS - 23,26 s (in serie 23,00 s)
- 2005: 6e in serie WK - 24,30 s
- 2005:  Europacup - 23,00 s
- 2007: 6e in ½ fin. WK - 23,01 s (in ¼ fin. 22,80 s)
- 2009: 6e in ½ fin. WK - 23,27 s (in serie 23,06 s)

### 4 x 100 m
- 2013: 5e WK - 42,93 s